# علی عرفان
علی عرفان (با نام کامل غلامعلی عرفان) (زاده‌ی ۱۳۲۵، اصفهان) فیلم‌ساز، رمان‌نویس و نمایشنامه‌نویس اهل ایران است. شهرت وی در ایران به ساخت دو فیلم آقای هیروگلیف و گفت هر سه نفرشان باز می‌گردد. وی هم‌‌اکنون ساکن فرانسه است.

## زندگی
علی عرفان در سال ۱۳۲۵ در اصفهان متولد شد. فعالیت نوشتاری خود را از شانزده سالگی و با نگارش رمانی به نام «منم کنکوریم» آغاز کرد و پس از آن، در هجده سالگی رمانی به نام «دیوانگان آزاد» از وی منتشر شد. او فعالیت خود را از نوجوانی در تئاتر اصفهان آغاز کرد. آثاری مانند «دو سر پل» و «عبور از دریاچهٔ یخ» را نوشت که توسط گروه‌های تئاتری اصفهان و به همت افرادی چون رضا عماد مدرسی به اجرا رسیدند. همچنین، در سال ۱۳۵۲ دو نمایشنامه‌ی «مطبخ» و «مرگ همسایه» را در یک مجلد به چاپ رساند که در همان‌ سال، توسط جعفر والی و محمدعلی جعفری بر صحنه‌ی تئاتر  ۲۵ شهریور(سنگلج امروز) اجرا شدند و مورد استقبال عموم قرار گرفتند. نسخه‌ی چاپی این دو نمایشنامه، در همان سال مورد ممیزی قرار گرفت.
عرفان در سال‌های پایانی دهه‌ی چهل به فرانسه رفت و در فرانسه به تحصیل در دو رشته‌ی حقوق و سینما پرداخت. سپس به ایران بازگشت و به عنوان استاد دانشگاه به تدریس مشغول شد. وی نخستین فیلم خود به نام گفت هر سه نفرشان را در سال ۱۳۵۹ ساخت که اجازه‌ی اکران نگرفت. و بلافاصله بعد از پایان این فیلم ساخت فیلم دوم خود، آقای هیروگلیف را آغاز کرد که این فیلم نیز مانند فیلم اول عرفان قربانی حواشی خارج از متن زمان خود شد و فرصت اکران نیافت. پس از پایان این فیلم، عرفان به فرانسه مهاجرت کرد. وی از سال‌های ابتدایی دهه ۶۰ تا کنون در پاریس اقامت دارد و با نام «علی عرفان» به زبان فرانسه رمان‌ها و داستان‌هایی کوتاه در باب تاریخ معاصر ایران نوشته است. وی پدر مریم عرفان، مجری برنامه «تماشا» در بی‌بی‌سی فارسی است.

## حواشی
فیلم «آقای هیروگلیف» ساخته‌ی عرفان، به علت حواشیِ بیرونی در همان سال توقیف شد و تنها نمایش‌های آن در دهه‌های پنجاه و شصت، به اکران در بخش خارج از مسابقه‌ی جشنواره‌‌ی سه قاره‌ی نانت و نمایشی در وزارت ارشاد، به مناسبت دهه‌ی اول سینمای پس از انقلاب خلاصه می‌شدند. فیلم تا سال ۱۳۹۳ از آثار گمشده‌ی سینمای ایران بود و سرانجام در پاییز ۱۳۹۷، با اصلاح رنگ و اجازه‌ی عرفان، توسط فیلمخانه ملی ایران در موزه سینمای ایران به نمایش درآمد.
در سال ۵۹، فیلم «آقای هیروگلیف» برای جشنوارهٔ نانت انتخاب شد اما دیر به دست برگزارکنندگان رسید و در بخشی فرعی نمایش داده شد. بعد، برای جشنوارهٔ کن انتخاب شد ولی فیلم به مشکل تازه‌ای خورد. آن سال عراق فیلمی به نام «قادسیه» ساخته بود که یکسره به ایران حمله می‌کرد. ایران به نمایش فیلم در کن اعتراض کرد و مدیران کن، برای اینکه جانب اعتدال را رعایت کنند هر دو فیلم را از نمایش محروم کردند! در نتیجه «آقای هیروگلیف» تنها در بازار کن نمایش داده شد و پس از آن، به فراموشی سپرده شد.

## مواضع
علی عرفان در بهمن ۱۳۵۹ در گفت‌وگویی با مجله کایه دو سینما گفت: «... بعد از تغییر حکومت، هنرمندان و فیلم‌سازان مترقی هنوز منتظر کشف چهره واقعی قدرت هستند. اگر آن‌ها می‌دانستند که این حکومت می‌تواند مدت زیادی دوام بیاورد، من مطمئنم که در کمتر از دو ماه فیلم‌های ایرانی بیشماری بیرون می‌دادند. همه منتظرند که خمینی بر سر قدرت می‌ماند یا نه؟ این تردیدی است برای اکثریت فیلم‌سازان. آن‌ها نمی‌خواهند خود را بیان کنند مگر با تصویری که از قدرت می‌آید، برای راه‌وبی‌راه رفتن‌ها، یافتن مشخصه‌ها، حسابگرها...»

## فیلمشناسی
- گفت هرسه نفرشان (۱۳۵۹، نویسنده و کارگردان)
- آقای هیروگلیف (۱۳۵۹، نویسنده و کارگردان)

## آثار منتشرشده
در ایران:
من هم کنکوری‌ام(داستان بلند)، بی‌نا، ۱۳۴۱
دیوانگان آزاد(داستان بلند)، کیهان، ۱۳۴۳
مطبخ و مرگ همسایه(دو نمایشنامه)، نشر میرا،۱۳۵۲
در فرانسه:
Le dernier poete du monde/ آخرین شاعر جهان| مجموعه داستان(۱۹۸۵)/
آخرین شاعر جهان|مجموعه داستان، نشر خاوران(۱۳۶۸)
La Route Des Infidèles/ جاده‌ی اغیار|رمان(۱۹۹۱)
Les Damnées du paradis /دوزخیان بهشتی| مجموعه‌ی داستان(نسخه‌ی فرانسوی سلاح سرد)(۱۹۹۷)
زمینه‌ای برای گفتگو| مجموعه‌‌ی نقد داستان‌ها و گفتگوها، نشر خاوران(بهار ۱۳۷۷)
سلاح سرد، مجموعه داستان، نشر خاوران(۱۳۷۷) 
La 602ème nuit/ شب ششصد و دوم|رمان(۲۰۰۰)
Ma femme est une sainte/ همسرم قدیسه است مجموعه‌ داستان(۲۰۰۲)
Adieu Ménilmontant/ خداحافظ منیل‌مونتان|رمان(۲۰۰۵)
Sans Ombre/بدون سایه|رمان(۲۰۱۷)